# FIBA-Weltrangliste
Die FIBA-Weltrangliste (offizielle englische Bezeichnung FIBA World Ranking presented by Nike) ist eine vom Internationalen Basketballverband FIBA herausgegebene Liste von Basketballnationalmannschaften. Sie wurde erstmals 2000 eingeführt und soll eine Einschätzung der Spielstärken der Nationalmannschaften liefern.
Die Weltranglisten werden für Männer und Frauen sowie für die Jugendmannschaften nach den jeweiligen internationalen Turnieren herausgegeben. 2017 wurde die Berechnung der Rangliste im Herrenbasketball geändert, so dass nun auch Qualifikationsspiele in die Bewertung einfließen. 2019 folgte eine Änderung auch im Frauenbasketball.
Die FIBA führt außerdem separate Ranglisten für Spieler und Mannschaften im 3×3-Basketball.

## Berechnung
Die Weltrangliste wird auf Basis der offiziellen FIBA-Turniere und den Qualifikationsspielen für die Turniere über einen Zeitraum von acht Jahren ermittelt. Freundschaftsspiele oder Nicht-FIBA-Turniere wie der Basketball-Supercup zählen hingegen nicht hinein.
Die Berechnung erfolgt in zwei Schritten. Zunächst werden auf Basis der Spielergebnisse die Wertungspunkte (rating points, RP) für jede Mannschaft und jedes Spiel ermittelt. Im Anschluss werden die Wertungspunkte jeder Mannschaft gewichtet. Dieser gewichtete Mittelwert ist die Grundlage der Rangliste.

### Ermittlung der Wertungspunkte
Jedes Spiel, das in die Wertung einfließt, liefert zunächst 1000 Basispunkte (basis points, BP). Diese werden basierend auf dem Spielausgang folgendermaßen auf beide Mannschaften verteilt:
| Korbdifferenz | BP für Gewinner | BP für Verlierer |
| ------------- | --------------- | ---------------- |
| < 10 Punkte   | 700             | 300              |
| 10–19 Punkte  | 750             | 250              |
| ≥ 20 Punkte   | 800             | 200              |
| Spielaufgabe  | 800             | 0                |

Anschließend werden noch home bzw. away points (HAP) berechnet. Je nach Austragungsort werden Punkte hinzugefügt oder abgezogen. HAP werden nur bei Qualifikationsspielen verliehen und für die Ausrichtermannschaft eines Turniers in ihrem Heimatland berechnet.
- Heimspiel: − 70 Punkte
- Neutraler Austragungsort: keine Änderung
- Auswärtsspiel: + 70 Punkte

Am Ende wird noch die relative Spielstärke beider Mannschaften in Form der opposition ranking points (ORP) in die Berechnung einbezogen. Dies geschieht auf Basis der Weltranglistenplatzierung beider Mannschaften vor Spielbeginn.
- ORP = 1,5 × (mittlere Platzierung aller Mannschaften der Weltrangliste − Weltranglistenplatzierung des Gegners)

Die Wertungspunkte werden anschließend aus der Summe dieser drei Werte gebildet, RP = BP + HAP + ORP.
Eine Beispielrechnung sieht folgendermaßen aus: Slowenien hat Spanien im Halbfinale der Basketball-Europameisterschaft 2017 92:72 geschlagen. Die Differenz beträgt 20, Slowenien erhält also 800 BP und Spanien 200 BP. Das Spiel fand auf neutralem Boden in Istanbul statt, beide Mannschaften erhalten also 0 HAP. Slowenien war vor Spielbeginn auf Platz 10 der Weltrangliste bei einer mittleren Platzierung aller Mannschaften von 76 und Spanien erhält somit 1,5 × (76 − 10) = 99 ORP. Spanien stand auf Platz 2 der Weltrangliste, womit Slowenien analog 111 ORP erhielt. Damit erhält Spanien 299 RP und Slowenien 911.
| Mannschaft | BP   | HAP | ORP  | RP  |
| ---------- | ---- | --- | ---- | --- |
| Slowenien  | +800 | ±0  | +111 | 911 |
| Spanien    | +200 | ±0  | +099 | 299 |

### Gewichtung der Wertungspunkte
Im Anschluss werden die Wertungspunkte zeitlich und nach Wichtigkeit des Turniers gewichtet.
Zunächst wird ein zeitlicher Gewichtungsfaktor (time decay, TD) berechnet, durch den aktuelle Ergebnisse stärker gewichtet werden als frühere Ergebnisse.
| Zeitpunkt des Spiels                              | Gewichtungsfaktor TD |
| ------------------------------------------------- | -------------------- |
| Momentanes Jahr (Y) und vorhergehendes Jahr (Y−1) | 1,00                 |
| Y−2 und Y−3                                       | 0,75                 |
| Y−4 und Y−5                                       | 0,50                 |
| Y−6 und Y−7                                       | 0,25                 |

Im Anschluss werden die Spiele nach dem zugehörigen Turnier gewichtet. Die Ozeanienmeisterschaft wird nicht mehr ausgespielt, Ergebnisse werden jedoch noch bis 2025 (dem Ende des achtjährigen Wertungszeitraums) berücksichtigt. Der Gewichtungsfaktor unterscheidet sich im Männer- und Frauenbereich und wird alle paar Jahre aktualisiert, um die Spielstärke der Kontinentalmeisterschaft zu reflektieren.
| Turnier                            | Gewichtungsfaktor C – Männer | Gewichtungsfaktor C – Frauen |
| ---------------------------------- | ---------------------------- | ---------------------------- |
| Weltmeisterschaft                  | 2,5                          | 2,5                          |
| Olympische Spiele                  | 2,0                          | 2,0                          |
| Europameisterschaft                | 1,0                          | 1,0                          |
| Amerikameisterschaft               | 0,8                          | 0,7                          |
| Asienmeisterschaft                 | 0,45                         | 0,9                          |
| Afrikameisterschaft                | 0,35                         | 0,35                         |
| Ozeanienmeisterschaft (historisch) | 0,7                          | 0,9                          |

In die Gewichtung fließt ebenfalls ein, auf welcher Turnierstufe das Spiel stattfand.
| Stufe                                 | Gewichtungsfaktor S               |
| ------------------------------------- | --------------------------------- |
| Europameisterschaft für kleine Länder | 0,15 (Männer) bzw. 0,125 (Frauen) |
| Vorqualifikation                      | 0,25                              |
| Qualifikation                         | 0,5                               |
| Endturnier                            | 1,0                               |

Zuletzt wird die Runde, in der das Spiel bei einem Endturnier stattfindet, mit in die Berechnung einbezogen. Das Halbfinale ist typischerweise Runde 3 oder 4 und das Finale Runde 4 oder 5. Nur Spiele in Endrunden von Meisterschaften werden gezählt, etwaige Qualifikationsturniere gehen mit einem Gewichtungsfaktor R von 1 in die Bewertung ein. Niederlagen werden ebenfalls mit R = 1 gewertet.
| Runde   | Gewichtungsfaktor R |
| ------- | ------------------- |
| Runde 1 | 1                   |
| Runde 2 | 2                   |
| Runde 3 | 4                   |
| Runde 4 | 6                   |
| Runde 5 | 6                   |

Der finale Gewichtungsfaktor W ist das Produkt aller Einzelfaktoren, W = TD × C × S × R.
Beispielrechnung basierend auf dem oben genannten Spiel Slowenien gegen Spanien: Das Spiel fand bei der Endrunde (S = 1) einer Europameisterschaft (C = 1) statt und war das Halbfinalspiel (R = 1,75). Der Zeitfaktor TD hängt vom Zeitpunkt ab, wann die Weltrangliste berechnet wird. Für eine Berechnung im Jahr 2017 wäre der finale Wertungsfaktor W = 1 × 1 × 1 × 1,75 = 1,75.
Die endgültige Bewertung für die Weltrangliste ergibt sich nun aus der Summe der mit W gewichteten Wertungspunkte RP aus den Spielen i:
```

  

    

      

        
M

        
a

        
n

        
n

        
s

        
c

        
h

        
a

        
f

        
t

        
s

        
b

        
e

        
w

        
e

        
r

        
t

        
u

        
n

        
g

        
=

        

          

            

              

                
∑

                

                  
i

                

              

              
R

              

                
P

                

                  
i

                

              

              
×

              

                
W

                

                  
i

                

              

            

            

              

                
∑

                

                  
i

                

              

              

                
W

                

                  
i

                

              

            

          

        

      

    

    
{\displaystyle Mannschaftsbewertung={{\sum _{i}RP_{i}\times W_{i}} \over {\sum _{i}W_{i}}}}

  

```

Früher wurde noch eine Konstante K eingeführt, die dazu dienen sollte, Mannschaften mit nur sehr wenigen Spielen nicht zu hoch zu bewerten. Diese wird nicht mehr genutzt.

## Ranglisten
Pfeile geben die Änderung im Vergleich zur letzten Rangliste an.

### Weltrangliste der Männer
| FIBA-Weltrangliste der Männer (Stand: 26. November 2024) | FIBA-Weltrangliste der Männer (Stand: 26. November 2024) | FIBA-Weltrangliste der Männer (Stand: 26. November 2024) | FIBA-Weltrangliste der Männer (Stand: 26. November 2024) |
| Rang                                                     | +/-                                                      | Land                                                     | Punkte                                                   |
| -------------------------------------------------------- | -------------------------------------------------------- | -------------------------------------------------------- | -------------------------------------------------------- |
| 1                                                        | ▬                                                        | Vereinigte Staaten                                       | 839,0                                                    |
| 2                                                        | ▬                                                        | Serbien                                                  | 759,6                                                    |
| 3                                                        | ▬                                                        | Deutschland                                              | 755,1                                                    |
| 4                                                        | ▬                                                        | Frankreich                                               | 753,0                                                    |
| 5                                                        | ▬                                                        | Kanada                                                   | 747,5                                                    |
| 6                                                        | ▬                                                        | Spanien                                                  | 746,6                                                    |
| 7                                                        | ▬                                                        | Australien                                               | 733,2                                                    |
| 8                                                        | ▬                                                        | Argentinien                                              | 731,8                                                    |
| 9                                                        | ▬                                                        | Lettland                                                 | 710,9                                                    |
| 10                                                       | ▬                                                        | Litauen                                                  | 701,3                                                    |
| …                                                        |                                                          |                                                          |                                                          |
| 23                                                       | ▬                                                        | Südsudan                                                 | 486,2                                                    |
| …                                                        |                                                          |                                                          |                                                          |
| 63                                                       | ▼2                                                       | Schweiz                                                  | 178,9                                                    |
| …                                                        |                                                          |                                                          |                                                          |
| 65                                                       | ▬                                                        | Österreich                                               | 162,6                                                    |
| fett = bestplatzierte Teams der FIBA-Zonen               |                                                          |                                                          |                                                          |

### Weltrangliste der Frauen
| FIBA-Weltrangliste der Frauen (Stand 26. August 2024) | FIBA-Weltrangliste der Frauen (Stand 26. August 2024) | FIBA-Weltrangliste der Frauen (Stand 26. August 2024) | FIBA-Weltrangliste der Frauen (Stand 26. August 2024) |
| Rang                                                  | +/-                                                   | Land                                                  | Punkte                                                |
| ----------------------------------------------------- | ----------------------------------------------------- | ----------------------------------------------------- | ----------------------------------------------------- |
| 1                                                     | ▬                                                     | Vereinigte Staaten                                    | 883,3                                                 |
| 2                                                     | ▲1                                                    | Australien                                            | 715,4                                                 |
| 3                                                     | ▲4                                                    | Frankreich                                            | 706,4                                                 |
| 4                                                     | ▼2                                                    | Volksrepublik China                                   | 700,0                                                 |
| 5                                                     | ▼1                                                    | Spanien                                               | 694,9                                                 |
| 6                                                     | ▬                                                     | Belgien                                               | 684,1                                                 |
| 7                                                     | ▼2                                                    | Kanada                                                | 658,0                                                 |
| 8                                                     | ▲4                                                    | Nigeria                                               | 631,0                                                 |
| 9                                                     | ▲1                                                    | Serbien                                               | 627,1                                                 |
| 10                                                    | ▼1                                                    | Japan                                                 | 606,6                                                 |
| …                                                     |                                                       |                                                       |                                                       |
| 13                                                    | ▲8                                                    | Deutschland                                           | 493,8                                                 |
| …                                                     |                                                       |                                                       |                                                       |
| 65                                                    | ▼4                                                    | Schweiz                                               | 112,7                                                 |
| …                                                     |                                                       |                                                       |                                                       |
| 80                                                    | ▲2                                                    | Österreich                                            | 82,3                                                  |
| fett = bestplatzierte Teams der FIBA-Zonen            |                                                       |                                                       |                                                       |

## Berechnung bis 2017 (Männer) und 2019 (Frauen)
Früher flossen ausschließlich Ergebnisse bei Endturnieren in die Weltrangliste ein. Dazu zählten die Weltmeisterschaft, die Kontinentalmeisterschaften sowie die Olympischen Sommerspiele. Weitere Wettbewerbe oder Qualifikationen fanden keine Berücksichtigung, sodass zahlreiche Nationalmannschaften (bspw. Österreich oder die Schweiz), die sich nicht für die Endrunden qualifizierten, nicht in der Weltrangliste geführt wurden.
Bis 2017 wurde die Weltrangliste im Männerbasketball und bis 2019 im Frauenbasketball berechnet. In die Rangliste flossen die Ergebnisse der letzten beiden Olympischen Spiele und Weltmeisterschaften sowie der letzten vier Kontinentalmeisterschaften ein. Im Folgenden sind beispielhaft die Faktoren und Gewichtungen für den Frauenbasketball aufgelistet.
| Anzahl | Wettbewerb            | Gewichtung |
| ------ | --------------------- | ---------- |
| 2      | Weltmeisterschaft     | 5          |
| 2      | Olympische Spiele     | 5          |
| 4      | Europameisterschaft   | 1          |
| 4      | Amerikameisterschaft  | 0,8        |
| 4      | Asienmeisterschaft    | 0,3        |
| 4      | Afrikameisterschaft   | 0,2        |
| 4      | Ozeanienmeisterschaft | 0,1        |

Der Gewichtungsfaktor aus dem Turnier wurde mit der Punktanzahl multipliziert, die vom Turnierergebnis abhing. Die Summe aller gewichteten Punkte ergab die Punktzahl für die Rangliste.
| Platzierung               | Anzahl Punkte |
| ------------------------- | ------------- |
| Goldmedaille (1. Platz)   | 50            |
| Silbermedaille (2. Platz) | 40            |
| Bronzemedaille (3. Platz) | 30            |
| 4. Platz                  | 15            |
| 5. Platz                  | 14            |
| 6. Platz                  | 13            |
| 7. Platz                  | 12            |
| 8. Platz                  | 11            |
| 9. Platz                  | 10            |
| 10. Platz etc.            | 9 etc.        |